# OpenResty
OpenResty是一个基于Nginx的Web平台，可以使用其LuaJIT引擎运行Lua脚本。 该软件由章亦春创建。2011年之前，它最初由淘宝网赞助，2012年至2016年主要由Cloudflare支持。自2017年起，主要得到OpenResty软件基金会和OpenResty公司的支持。
OpenResty旨在构建可扩展的Web应用、Web服务和动态Web网关。OpenResty的架构是基于几个nginx模块，这些模块已经被扩展，以便将nginx扩展为一个web应用服务器，处理大量的请求。OpenResty解决方案的概念旨在完全在nginx服务器中运行服务器端的Web应用，利用nginx的事件模型，不仅与HTTP客户端进行非阻塞的I/O，而且与MySQL、PostgreSQL、Memcached和Redis等远程后端进行非阻塞I/O。